# خانگی‌ماران
خانگی‌ماران (نام علمی: Lamprophiidae) نام یک تیره از فروراسته ناکورماریان است.